# Hertigdömet Schwaben
För andra betydelser, se Schwaben (olika betydelser).
Hertigdömet Schwaben var ett av de fem stamhertigdömen som uppstod ur det forna östfrankiska riket.

## Historia

### Från kelter till 900-talet
Under medeltiden var Schwaben ett av de tyska stamhertigdömena på bägge sidor om Rhen, mellan Pfalz och Franken i norr, Lech i öster, Alperna i söder och Vogeserna i väster. I dessa förut av kelter befolkade trakter, som under första århundradet delvis lades under romarnas välde, inträngde på 200-talet de germanska alemannerna; efter dem började "dekumatlandet" kallas Alemannien eller Alemannia. Efter sveberna, vilkas förhållande till alemannerna är av omstridd art, kallades det också Schwaben, och detta namn, som ursprungligen företrädesvis avsåg den östra delen, blev sedermera det vanliga för landet i dess helhet. Likaledes försvann småningom de gamla benämningarna på folken för att lämna plats för den gemensamma: schwaber.
Efter slaget vid Zülpich 496 blev landet skattskyldigt under de frankiska kungarna, som styrde det genom hertigar (en särskild hertig styrde landet väster om Rhen, Elsass). Under 600-talet infördes kristendomen; biskopsstift grundlades i Konstanz och Augsburg. Rikets förfall under merovingerna gav åt hertigarna en självständigare ställning. Hertig Theobald gjorde uppror; sedan kung Pippin den lille besegrat honom (746), indrogs hertigvärdigheten. Landet förvaltades därefter av grevar. Efter Karl den stores död blev icke heller dessa lydiga redskap för kungamakten. En av dem, greve Burchard av Raetien (död 910), kallades stundom hertig. "Pfalzgreven" Erchanger uppträdde under Konrad I med liknande anspråk. Han blev 917 halshuggen, men Konrad kunde inte hindra, att hertig Burchards son, Burchard II, tillvällade sig hertiglig myndighet. Kung Henrik I bekräftade honom i hans ämbete; i realiteten blev han så gott som oberoende.

### 900- till 1200-talet
Det schwabiska hertigdömet, med vilket Elsass vid denna tid återförenades, ägde sedan bestånd i mer än 300 år. Genom arv tillföll det 949 Otto I:s son Ludolf. Då denne uppreste sig mot fadern, berövade denne honom hertigdömet, som i stället tillföll hertig Burchard, en frände till företrädarna med samma namn. Det kom sedan i händerna på olika furstesläkter, tidtals även de sachsiska och frankiska kejsarätterna, för att slutligen 1079 av Henrik IV förlänas åt greve Fredrik I av Hohenstaufen. Åt Berthold av Zähringen (måg till den förutvarande hertigen av Schwaben, kejsar Rudolf), vilken också gjorde anspråk på hertigdömet, måste Fredrik emellertid avstå Breisgau m.m. (se vidare Baden). Ännu sedan den hohenstaufenska ätten 1138 bestigit Tysklands tron, stannade Schwaben i dess händer, till år 1268.
Under tiden hade i Schwaben uppstått en hel mängd territorier, genom vilkas konsolidering den hertigliga myndigheten steg för steg kringskurits, markgrevarnas av Baden, grevarnas av Württemberg, Hohenzollern och Habsburg och så vidare. Hertigdömet Schwaben såsom sådant hade därigenom förlorat sin betydelse; efter 1268 erkändes de vasaller, som förut lytt under hertigen av Schwaben, som riksomedelbara. Någon hertig tillsattes icke vidare, och de rättigheter, som varit förenade med detta ämbete, tillföll riket. De utövades genom av kejsaren utnämnda fogdar (landvögte), vilkas myndighet dock inte kom att utsträckas över de mäktigare riksvasallerna. Bland dessa spelade grevarna av Württemberg en framträdande roll. Konflikter mellan de uppväxande territorialstaterna och de svagare riksständerna (i synnerhet de många riksstäderna, bland vilka Ulm, Konstanz och Augsburg intog en ledande ställning) satte sin prägel på den schwabiska historien under medeltidens senare skede.

### 1300-talet
Uppmuntrade av kejsar Ludvig, sammanslöt sig 22 schwabiska städer i det så kallade schwabiska stadsförbundet (1331), vars uppgift närmast var att trygga landsfreden inom Schwaben, men som framför allt avsåg skydd mot Württembergs övergrepp. Förbundet blev gång på gång förnyat. För sista gången återuppstod det 1376. Sedan förbundet med bayersk hjälp haft flera framgångar mot Württemberg, erkändes det uttryckligen av kejsar Wenzel. På förbundsdagar rådslog ombud för de förbundna städerna, vilkas antal växte till 89, om gemensamma angelägenheter (härväsen och dylikt). Förbundet intog en aktningsbjudande maktställning, men då det grep till vapen mot både Bayern och Württemberg ("det stora stadskriget"), tillfogades dess här ett kännbart nederlag (vid Döffingen 1388) av greve Eberhard av Württemberg, varefter förbundet upplöstes. Samma öde övergick några år senare en liknande sammanslutning av det schwabiska riksridderskapet, Schlegelförbundet. Bestående blev däremot det schweiziska edsförbundet, som samverkat med det schwabiska stadsförbundet, men sedermera småningom löstes från sina förbindelser både med Schwaben och med Tyska riket.

### 1400- till 1800-talet
Även under 1400-talet var Schwaben en härd för oavlåtliga fejder, för vilka bot förgäves söktes i landsfreder och förbund av olika art. Slutligen bildades 1488 på kejsar Fredrik III:s initiativ Schwabiska förbundet (Schwäbischer bund), vartill anslöt sig de flesta ständerna i Schwaben. Ledningen utövades av ett förbundsråd med representanter för furstar, städer, prelater och riddare; en förbundsdomstol upprättades, den gemensamma härens storlek bestämdes till 13 200 man. För återställandet av fredliga förhållanden i Schwaben blev förbundet av utomordentlig betydelse. Sin styrka bevisade det i synnerhet 1519 mot hertig Ulrik av Württemberg och 1525 i det stora bondeupproret. På 1520-talet begynte emellertid de religiösa motsättningarna rubba förtroendet de förbundna emellan; 1534 blev det formligen upplöst. Det utgör det sista allvarliga försöket att ge Schwaben en självständig och enhetlig politisk organisation. Schwabiska kretsen, som bildades vid kretsorganisationens införande i Tyska riket (i början av 1500-talet) och som ägde bestånd, till dess riket upplöstes (1806), blev föga mer än en tom form. Den omfattade av det gamla Schwaben endast de delar, som var belägna norr och öster om Rhen.